# Surányi Gyula (gyermekgyógyász)
Surányi Gyula, születési és 1904-ig használt nevén Singer Gyula (Budapest, Terézváros, 1899. október 11. – Budapest, 1958. február 15.) gyermekgyógyász, az orvostudományok doktora (1957).

## Élete
Surányi (Singer) Antal (1859–1935) vasúti hivatalnok, majd részvénytársasági igazgató és Wollner Róza gyermekeként született jómódú zsidó családban.
A Budapesti Evangélikus Főgimnáziumban érettségizett (1917). Tanulmányait a budapesti Pázmány Péter Tudományegyetemen folytatta, ahol 1923. december 22-én avatták orvosdoktorrá. Fiatalon részt vett a Galilei Kör munkájában, amelynek 1917-ben vezetőségi tagjává választották. A Tanácsköztársaság idején alapító tagja volt az Orvos-Ifjúmunkás Szakszervezetnek.
Medikusként az Anatómiai Intézetben, később a Korányi-klinika laboratóriumában, majd a Kórtani Intézetben dolgozott. Oklevelének megszerzése után a Kémiai Intézetben fizikális kémiai kiképzést nyert, s ezután 2 és fél évig a III. sz. Belklinikán működött. Ezt követően a berlini Vilmos Császár Társaság Élettani Intézetébe került, ahol 2 évig Meyerhof munkatársa volt.
Hazatérése után, 1927 és 1930 között a Fehér Kereszt Gyermekkórházban dolgozott a Petényi Géza által vezetett osztályon. Ez idő alatt szerezte meg gyermekorvosi szakképesítését. 1930. október 15-én a budapesti Pázmány Péter Tudományegyetem Gyermekklinikájának kötelékébe lépett, ahol 1940. október 1-jéig működött mint tanársegéd, illetve 1938 és 1940 között mint a Stefánia Gyermekkórház főorvosa. Bár kikeresztelkedett a református hitre, 1940-ben a zsidótörvények miatt távoznia kellett a klinikáról. A második világháború idején magángyakorlatot folytatott, valamint a gyermekgyógyászattal szorosan kapcsolatos pszichológiai és pszichiátriai tanulmányokat folytatott mint Szondi Lipót szemináriumának tagja.
A háború után csatlakozott a Magyar Kommunista Párthoz, illetve a Magyar Nők Demokratikus Szövetségének vezetősége és a Nemzeti Segély központjának megbízásából átvette a XIV. kerület gyermekorvosi ügyeinek vezetését.
1945. október 6-án kinevezték az Anya-, Csecsemő- és Kisdedvédelmi Intézet igazgató-főorvosává, majd a fővárosi kórházak központi igazgatójaként jelentős szervezési tevékenységet fejtett ki. 1946-ban a csecsemő- és gyermekkori alkati betegségek című tárgykörből egyetemi magántanárrá habilitálták. 1948-ban felállította az akkoriban nagy fejlődést reprezentáló központi tejkonyhát. A következő évben irányítása alatt nyílt meg a kondicionált egységekkel rendelkező Tomcsányi úti koraszülöttosztály. 1954-ben létrehozta a Schöpf-Merei Ágoston Koraszülő-Koraszülött Kórházat, amelynek igazgató főorvosa lett. Kutatásokat végzett a gyermekek hipotóniájával, anyagcsere-betegségeivel kapcsolatosan.
A Farkasréti temetőben nyugszik.

### Családja
Felesége Lusztig Mária volt, Lusztig Jenő és Feiglstock Olga lánya, akit 1933. október 1-jén Budapesten vett nőül. Fia Surányi Bálint (1935–2024) szociológus, oktatáskutató.

## Művei
- Az utraibolyasugarak hatása a sejtanyagcserére. Vermes Magdával. (Magyar Orvosi Archívum, 1929, 30.)
- Viscosimetriás tanulmányok csecsemőknél. Sonnauer Péterrel. (Orvosképzés, 1932, 4.)
- Adatok a csecsemőkori organikus kénanyagforgalomhoz. (Orvosképzés, 1934, 2.)
- Új módszer a szabad és kötött víz mérésére vérben és szövetekben. (Magyar Orvosi Archívum, 1934, 35.)
- Gyomorevacuatio és alacsony vérnyomás kapcsolata gyermekkorban. (Orvosképzés, 1935, 6.)
- Uj zsírmeghatározó módszer 0.1 cm vérben vagy savóban. Véghelyi Péterrel. (Magyar Orvosi Archívum, 1935, 36.)
- Adatok a vérnyomás és belső secretio kapcsolataihoz gyermekkorban. Fejes Katalinnal. (Orvosi Hetilap, 1936, 42.)
- A gyermekkori alacsony vérnyomásról II. (Orvosképzés, 1938, 1.)
- Klinikai vizsgálatok sovány gyermekeken. Véghelyi Péterrel. (Orvosképzés, 1938, 5.)
- Economo typusu agyvelőgyulladás esete. (Budapesti Orvosi Újság, 1938, 51.)
- Hogyan tápláljuk a csecsemőt és a gyermeket (Budapest, 1946)
- Az alkat fogalmának gondolkodásbeli alapjai (Budapest, 1946)
- A diftériaellenes immunizálás korhatárával kapcsolatos kérdések (Budapest, 1946)
- Az "orvosi autizmus" kérdése (Budapest, 1946)
- Bölcsődék és napközi otthonok időszerű kérdései (Budapest, 1947)
- Allergiás betegségek nikotinsavtherapiája (Budapest, 1947)
- Megelőző gyermekorvoslás (Budapest, 1947, 2. kiadás: Budapest, 1948)
- A BCG-oltás a gyermekorvosi gyakorlat szemszögéből (Budapest, 1948)
- Az angolkór (Budapest, 1949)
- A budapesti női tejgyűjtő állomások ötéves munkája (Budapest, 1951)
- Egészséges anya - egészséges gyermek (Budapest, 1953)
- A gyermekorvos teendői a bölcsődében (Budapest, 1955)
- Az újszülöttkor patológiája (Budapest, 1957)
- A koraszülött (Budapest, 1957)

## Díjai, elismerései
- Szocialista Munkáért Érdemérem (1955)
- Schöpf-Merei Ágost-emlékérem (1960)